# Talbot Tagora
Talbot Tagora är en personbil, tillverkad av Talbot mellan 1981 och 1984.
När det stod klart för Chrysler Europe att Chrysler-Simca 180 var en flopp började man istället arbeta på en efterträdare. Den här gången siktade man högre och den nya bilen skulle bli större och lyxigare än 180-modellen. Dessutom ansåg man att ett sexcylindrigt alternativ var nödvändigt för att kunna sälja i storbilsklassen. När PSA tog över verksamheten 1978 hade arbetet med den nya bilen kommit så långt att den nya ledningen gav klartecken för lansering. Men först anpassades den för att använda så många Peugeot 604-komponenter som möjligt. 
PSA bytte namn på gamla Chrysler Europe till Talbot och bilen presenterades på Bilsalongen i Paris 1980 som Talbot Tagora. Tagoran gjorde inte större intryck på marknaden än sin företrädare. En anledning till detta kan vara bilens intetsägande formgivning. Dessutom var Talbot ett nytt namn utan prestige och bilen hade inget att erbjuda som fick kunderna att välja en Tagora framför dess konkurrenter. Tillverkningen avslutades i början av 1984 och ett par år senare försvann även märket Talbot.
Motor:
| Modell | Motor               | Cylindervolym | Effekt | Bränslesystem    |
| ------ | ------------------- | ------------- | ------ | ---------------- |
| GLS    | 4-cyl radmotor SOHC | 2155 cm³      | 115 hk | Enkel förgasare  |
| TD     | 4-cyl radmotor ohv  | 2304 cm³      | 80 hk  | Turbodiesel      |
| SX     | 6-cyl V-motor SOHC  | 2664 cm³      | 170 hk | Dubbla förgasare |